# Cyaniriodes siraspiorum
Cyaniriodes siraspiorum är en fjärilsart som beskrevs av Schröder och Colin G.Treadaway 1979. Cyaniriodes siraspiorum ingår i släktet Cyaniriodes och familjen juvelvingar. Inga underarter finns listade i Catalogue of Life.